# 🤒
 🤒  is een teken uit de Unicode-karakterset dat een smileygezichtje met een thermometer in de mond voorstelt, en wordt veelal gebruikt om ziek zijn aan te duiden. De officiële Nederlandse omschrijving is "gezicht met thermometer" . Deze emoji is in 2015 geïntroduceerd met de Unicode 8.0-standaard.

## Betekenis
Deze emoji wordt gebruikt om ziekte mee aan te geven waarbij de thermometer gebruikt wordt als metoniem voor ziek zijn (het meten van koorts), en in de meeste implementaties kijkt het gezichtje ook zorgelijk. Het gaat hier vaak om het aangeven van griep en verkoudheid; voor het aangeven van ander fysiek malheur worden ook 🤕 (gezicht met een verband om het hoofd), 🤢 (misselijk, overgeven) gebruikt.

## Codering

De Twemoji implementatie

### Unicode
In Unicode vindt men de  🤒 onder de code U+1F912 (hex).

### HTML
In HTML kan men in hex de volgende code gebruiken: &#x1F912;

### Shortcode
In software die shortcode ondersteunt zoals Github en Slack kan het karakter worden opgeroepen met de code :face_with_thermometer:.

### Unicode-annotatie
De Unicode-annotatie voor toepassingen in het Nederlands (bijvoorbeeld een Nederlandstalig smartphonetoetsenbord) is gezicht met thermometer. De emoji is ook te vinden met de sleutelwoorden niet lekker, themometer, en ziek.